# Симаргл
Симаргл је божанство Источних Словена, нејасних функција. Није утврђено да ли је у питању једно (Симаргл) или два божанства (Сим, Регл). 

## Етимологија
Реч Симар'гл или Симарьглъ  многи расчлаљују на Сима – и – рьглъ – како их и споменици често наводе.  Други део речи рьглъ доводимо у везу са кореном рьг,  рьы - а то је српски глагол рг-ти или као композит изргати. Код Срба се често чује придев изрган у значењу израђен, искидан. Тако се на пример каже: „изрго се од рада”. Тај глагол ргати значи управо кидати  (у Србији се чује још и глагол гурнут и : то је тај исти глагол: ргнути – грнути – гурнути).
Значење ргати (кидати) може да се прошири и на глагол терати,  гонити. У српском језику постоји  реч „рога”  што значи откинут комад дрвета, колац, батина (везује се стоци за ноге да се не разбеже). Растављањем речи рьглъ на рьг-лъ; наставак – лъ је нешто обичн о у старословенском језику на пример: пек-лъ, што значи пакао.  Рьглъ би дакле значило терање, кидање, гоњење, одбијање (гонилац  – одбијач). Ако сад са овим значењем другог дела речи размотримо и реч „Сима–рьглъ”, добило би се Симаргла, као онога који гони Сима. Ако међутим, узмемо Шафарикову забелешку о том божанству тј. Зима – рьглъ,  добићемо онога који гони Зиму, студен. Сима–рьглъ би према томе био бог који гони и тера зиму, дакле бог Зимогоња.

## Значења
Сва нагађања словенских митолога о функцијама овога божанства су само хипотезе. Сматра се да је његова улога била да „смири“ тј. да отера зиму. Његово или њено време је крај марта и почетак априла, а цвет је висибаба. Сматра се да има два лица Бабу Марту која одлази али воли да „претреса јастуке“ (перје које пада са неба=снег) и друго лице, лице дечака који својим стопалима топи снег и доноси пролеће. Поштован је и током целе зиме му је приношена жртва у виду пернатих животиња или перја, „да се не разљути баба, што мора јастуке да претреса и не остане вечно“